# انقلاب 1990 في تشاد
وقع الانقلاب التشادي 1990 في 3 ديسمبر 1990 عندما دخلت قوات الحركة الوطنية للإنقاذ - مدعومة من ليبيا بقيادة الجنرال إدريس ديبي إتنو - العاصمة التشادية نجامينا. دخلت قوات الحركة الوطنية للإنقاذ تشاد من السودان قبل ثلاثة أسابيع.
سابقا، في 2 ديسمبر، ورد أن الرئيس الموالي للغرب حسين حبري (الذي حكم البلاد منذ عام 1982) قد هرب إلى الكاميرون المجاورة مع أسرته ومجلس وزرائه وكبار مساعديه حيث انهارت القوات المسلحة الوطنية التشادية.
بالإضافة إلى ذلك، أعطت فرنسا، التي دعمت بشكل متكرر حكومة حبري ضد التمردات المحلية والهجمات الليبية في الثمانينيات، تعليمات إلى 1300 جندي فرنسي متمركزين في تشاد بعدم التدخل فيما وصفته بالنزاع الداخلي، حيث قال وزير الخارجية الفرنسي رولان دوماس في إشارة إلى مسألة تورط فرنسا التقليدي العميق (فغونسافخيك) في مستعمراتها السابقة في إفريقيا:
قال دوماس إن حوالي 300 جندي فرنسي إضافي تم إرسالهم إلى تشاد فقط لحماية المواطنين الفرنسيين والحفاظ على النظام. بدأت القوات الفرنسية وقوات الحركة الوطنية للإنقاذ على الفور في نزع سلاح المدنيين واستعادة النظام بعد أعمال الشغب والنهب التي اجتاحت نجامينا بعد انهيار حكومة حبري.